# Rhynchina innotata
Rhynchina innotata là một loài bướm đêm trong họ Erebidae.